# Aschara
Aschara is een dorp in de Duitse gemeente Bad Langensalza in het Unstrut-Hainich-Kreis in Thüringen. Het dorp wordt voor het eerst genoemd in een schenkingslijst van het Klooster Hersfeld gedaan door Karel de Grote.
In 1994 werd de tot dan zelfstandige gemeente toegevoegd aan Bad Langensalza.
Aschara · Eckardtsleben · Großwelsbach · Grumbach · Illeben · Klettstedt · Merxleben · Nägelstedt · Thamsbrück · Ufhoven · Waldstedt · Wiegleben · Zimmern